# Littekenbreuk
Een littekenbreuk (hernia cicatricalis) is net als een gewone buikwandbreuk (bijvoorbeeld een liesbreuk) een onderhuids defect in de spierlaag van de buikwand, maar op de plaats van een litteken van een eerdere operatie.

## Ontstaan
De breuk ontstaat doordat de spier- en/of fascielagen niet aan elkaar gegroeid zijn of weer zijn losgegaan. Hierdoor puilt de buikinhoud op die plaats naar buiten bij drukverhoging in de buik, zoals bij hoesten en persen. Dit kan ontsierend zijn maar is zelden gevaarlijk, omdat de breukpoort vrijwel altijd zo wijd is dat inklemming geen gevaar is. Als de breukpoort klein is, is er wel degelijk gevaar dat bijvoorbeeld de darm gekneld geraakt en blijft. Hevige buikpijn: onmiddellijk de arts raadplegen.

## Verhelpen
Het meest komen littekenbreuken voor bij littekens in de middellijn boven en onder de navel. Dit hoeft dus niet per se chirurgisch te worden verholpen, dit wordt alleen gedaan als de breuk pijn doet, of zich uitbreidt, dit kan men doen door:
1. Het litteken weer open te snijden, en de anatomische lagen (diepe fascie, spier, oppervlakkige fascie, vet, huid) laag voor laag weer aan elkaar te naaien.
2. Er een kunststof matje in te plaatsen.

Bij oplossing 1 is er zo'n 30% kans dat de breuk terugkomt. Bij 2 is deze kans minder, maar het probleem is dat deze methode alleen kan worden toegepast bij mensen die niet meer in de groei zijn, of bijna uitgegroeid. Voor mensen die nog jong zijn, en in de groei, wordt daarom meestal voor optie 1 gekozen.

## Operatie
De operatie zelf is geen grote ingreep. De patiënt moet meestal een nachtje blijven, ter controle. Daarnaast wordt de patiënt volledig onder narcose gebracht. Bij kleine breuken kan er ook soms onder lokale verdoving worden geopereerd. Er mag na de operatie een aantal weken niet gefietst en gesport worden om opnieuw uiteenwijken van de spierlaag te voorkomen.
Als nabehandeling na een buikwand operatie is het aan te bevelen om tijdelijk een elastische gordel te dragen gedurende 6 weken.
Dit voorkomt in veel gevallen een recidief.
In die gevallen waarin een operatie geen optie is in verband met een contra-indicatie is een steungordel/korset naar maat aan te bevelen om uitbreiding van de breuk te voorkomen.Dit kan gedaan worden door een gespecialiseerd orthopedisch bedrijf.
In die gevallen waarin de breuk een gevolg is van een stoma operatie is het mogelijk een gordel te maken met en opening voor de stoma en voorzien van een klep om een prolaps te voorkomen.